# Gare de Chimay
La gare de Chimay est une gare ferroviaire belge fermée de la ligne 156 de Hermeton à Momignies et frontière (fermée), située à proximité du centre-ville de Chimay, dans la province de Hainaut en Région wallonne. 
Mise en service en 1858 par la compagnie de Chimay, la gare est fermée en 1987 puis désaffectée.

## Situation ferroviaire
Établie à 245 m d'altitude, la gare de Chimay était située au point kilométrique 45,00 de la ligne 156 de Hermeton à Momignies et frontière (fermée), entre la halte de Virelles (fermée) et la gare de Villers-la-Tour (fermée). C'était une gare de bifurcation avec la ligne 109 de Cuesmes à Chimay (fermée).

## Histoire
La Compagnie de Chimay construit sa ligne de Hermeton-sur-Meuse à la frontière française, via Mariembourg et Chimay par tronçon, celui de Mariembourg à Chimay est mis en service le 15 octobre 1858, la gare étant inaugurée le 8 novembre 1859. Celui de Chimay à Momignies ouvre le 8 novembre 1859.
Après avoir été sous la tutelle de la compagnie des chemins de fer du Nord à la suite du traité signé avec la compagnie de Chimay le 6 octobre 1875, la gare rentre dans le giron de la Société nationale des chemins de fer belges (SNCB) en 1958.
Elle fut fermée au trafic voyageur en 1964 et au trafic marchandise en 1987. 
Les trains touristiques du CFV3V y eurent un de leurs terminus de juin 1987 et ce jusqu'en 1998.

## Projet
D'ici 2012, les rails devraient être retirés et remplacés par un réseau RAVeL (Réseau Autonome des Voies Lentes) de Chimay jusqu'à Mariembourg.

## Transports routiers desservant le site
Les bus du réseau TEC Namur-Luxembourg, lignes : 59, 60/1 et 156c. Les bus du réseau TEC Charleroi, lignes : 109a, 109d, 132c, 156a et 129.  